# Quercus burnetensis
Quercus burnetensis är en bokväxtart som beskrevs av Elbert Luther Little. Quercus burnetensis ingår i släktet ekar, och familjen bokväxter.
Artens utbredningsområde är Texas. Inga underarter finns listade.